# Turi, Apulien
Turi är en ort och kommun i storstadsregionen Bari, innan 2015 provinsen Bari, i regionen Apulien i Italien. Kommunen hade 13 080 invånare (2017).